# TV Guide (États-Unis)
Pour les articles homonymes, voir TV Guide.
TV Guide est un magazine hebdomadaire américain de programmes de télévision, créé le 3 avril 1953.
En plus des programmes TV, la publication comprend aussi des articles et nouvelles liés aux émissions, des interviews de célébrités, des potins et critiques de films, des jeux, et à l'occasion un horoscope détaillé.

## Histoire

### Les débuts avec Lee Wagner
Lee Wagner (1910-1993) est directeur de la diffusion des publications McFadden à New York dans les années 1930 ; il est ensuite distributeur de magazines de célébrités du cinéma pour Cowles Media Co. En 1948, il édite le guide des programmes télévisés pour la région de New York. Sur la couverture figure la grande actrice du cinéma muet Gloria Swanson, star de son éphémère Heure de Gloria Swanson. Wagner ajoute ensuite au guide des éditions régionales pour la Nouvelle-Angleterre et la région de Baltimore-Washington. Cinq ans plus tard, il vend les éditions à Walter Annenberg et sa maison d'édition Triangle Publications. Lee Wagner reste cependant à titre de consultant jusqu'en 1963.